# Dipterocarpus kunstleri
Espèce
Classification phylogénétique
Statut de conservation UICN

 CR A1cd+2cd : 
En danger critique
Dipterocarpus kunstleri est un grand arbre sempervirent de Sumatra, du Sarawak et des Philippines.
appartenant à la famille des Diptérocarpacées.

## Répartition
Forêts primaires du Sumatra, Sarawak et des Philippines.

## Préservation
En danger critique de disparition du fait de la déforestation.